# هاتف الوطواط
هاتف الوطواط bat phone ,عبارة عن رقم هاتف خاص يتم التعامل معه بأولوية أعلى من الخط العادي.

## كوميكس باتمان
الأسم مستمد من خط المفوض جوردون الآمن «هاتف الوطواط» في المسلسل التلفزيوني باتمان 1966-68. أول ظهور للهاتف كان في ديتكتيف كومكس #786 (تشرين الثاني 2003) ، في شكل هاتف محمول مشفر والذي يسمح لغوردون بالأتصال بباتمان بشكل آمن، فضلاً عن المكالمات الأخرى مثل الهاتف المحمول العادي. كما يحوي جهاز تتبع في حالة حدوث مشكلة. على عكس هاتف الوطواط الأصلي، الجهاز ليس أحمر بل يشبه الهاتف المحمول العادي. وأصبحت هذه النسخة كإشارة لأستدعاء باتمان في باتمان: الأرض واحد.

## الأستخدام في الثقافة الشعبية
في سلسلة HBO الضاربة (حاشية-Entourage) يستخدم الوكيل الخارق آري غولد هاتف الوطواط بأستمرار لإجراء مضاربات في الأعمال التجارية.

## الاستخدام في العالم الحقيقي
يمتلك هاتف الوطواط بعض أو كل الخصائص التالية:
- يتم الرد عليه خارج ساعات العمل
- لا يجعل المتصل ينتظر أو يتنقل من خلال القوائم الصوتية المرهقة
- الخط يرن مباشرة إلى الإدارة العليا أو الفنيين دون الحاجة إلى تحويله
- يتم أعطاؤه لعدد محدد من الناس
- دروع تقنية ضد تلقي مكالمات ليست ذات صلة

هاتف الوطواط شائع في العديد من الصناعات. واعطى أرقام الهواتف عادة إلى كبار العملاء حيث يتمكن من الأتصال بأحد الأفراد المهمين في حالات الطوارئ أو الحالات الحرجة. هاتف الوطواط يمكن أن يوفر أيضاً إمكانية الوصول المباشر إلى السياسيين أو عدد ملحوظ من الناس.
مراكز الشرطة في المملكة المتحدة غالباً ما تكون مغلقة أمام أستفسارات الجمهور بين عشية وضحاها; في هذه الحالة، فمن الطبيعي عمل نقطة أتصال. وغالباً ما يشار إلى هذا داخلي مثل هاتف الوطواط.
مثال آخر من الأستخدام يقدم مزودي خدمة الإنترنت مجموعة من خدمات الإنترنت التي تتراوح من الوصول عبر الهاتف إلى تأمين استضافة خادم الويب. باستخدام العملاء الأستضافة المؤمنة للمنشأت سوف تعطى لهم الوصول على مدار 24 لهاتف الوطواط الموجه لحل المسائل التقنية، في حين أن الطلب الهاتفي للعملاء الراغبين في الحصول على الدعم التقني سيحتاج إلى الانتظار أو الأتصال خلال ساعات العمل فقط.